# 英雄钢笔

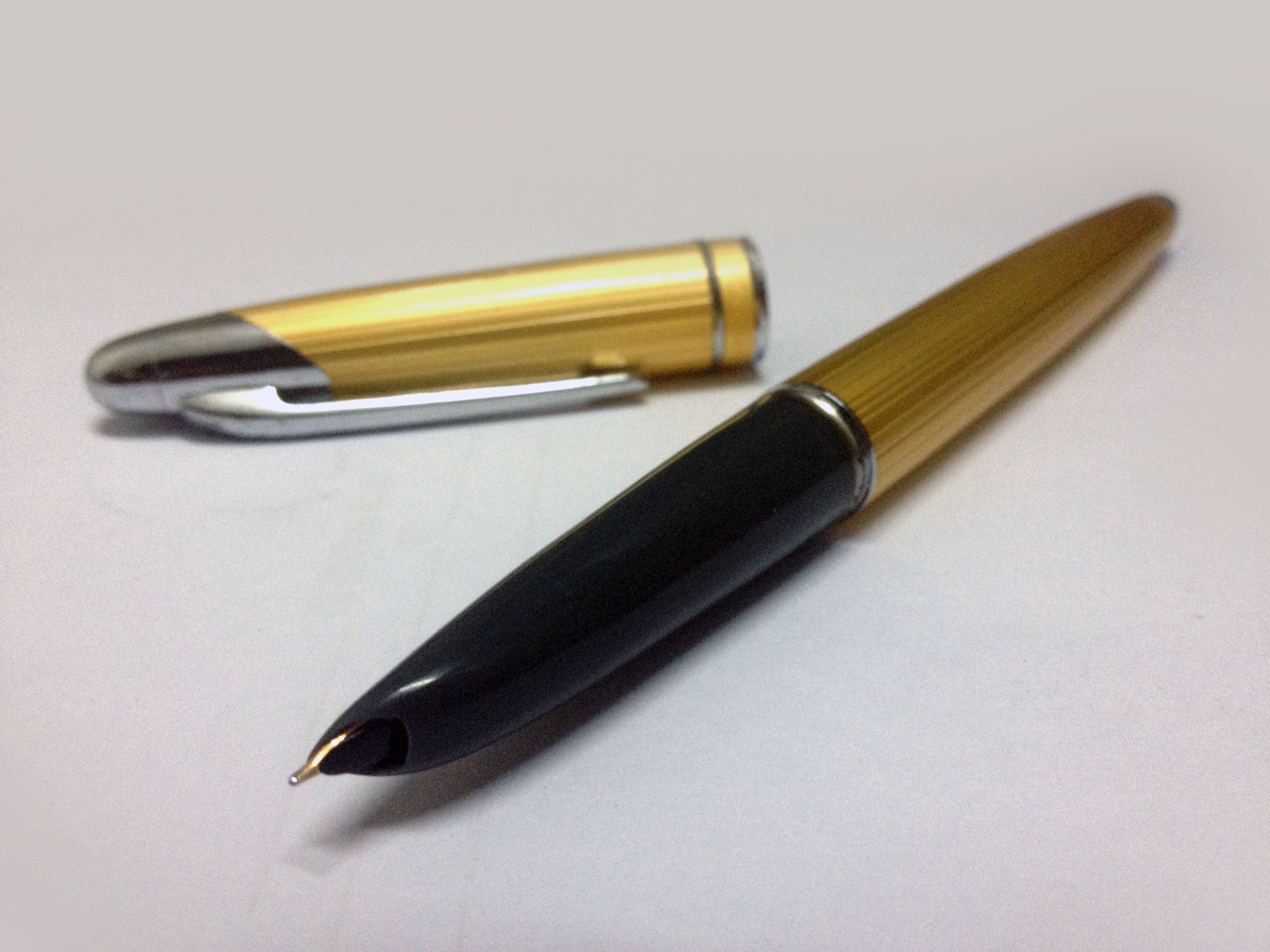
“英雄金100”14K金笔，为“英雄100”14K金笔的兄弟款式。

英雄是中国知名的老字号钢笔品牌，创始于1931年。现英雄牌钢笔为中国驰名商标与中国名牌产品。

## 历史
英雄钢笔的创始人为周荆庭，他于1931年在上海创办了华孚金笔厂。到1940年代，该厂已成为中国首屈一指的制笔大厂，华孚金笔也与金星、博士、关勒铭并称上海四大名笔。
1950年代，厂房搬迁到桃浦工业区祁连山路127号，1958年大跃进期间，华孚金笔厂提出了“‘英雄’赶‘派克’、为国争光”的口号，声称要在短时间内赶闻名世界的美国派克钢笔。为此，华孚金笔厂仿制派克于1941年推出的名笔“派克51”，在不到一年时间内研制成了“100英雄”金笔。据称，“100英雄”在12项技术指标中有11项超过了派克。当时，上海电影制片厂还曾拍摄了一部由桑弧执导、冯喆主演的电影《英雄赶派克》。
1962年，在“100英雄”的基础上，华孚重新设计了“英雄100”金笔，这款金笔后来成为了中国最脍炙人口的金笔。1966年文化大革命初期，华孚金笔厂更名为英雄金笔厂。文革期间，英雄金笔的发展受到了很大限制。1980年代，英雄又提出了“二赶派克”的口号，后推出了新的“英雄200”金笔。1980年代末，英雄占据了中国70%以上的市场份额，稳坐业界头把交椅。
自1980年代起，英雄金笔先后被用于许多重要场合，1984年《中英联合声明》、1987年《中葡联合声明》、2001年《上海合作组织成立宣言》、2001年《中国加入世贸组织议定书》等重要文件的签署使用的都是英雄金笔。
上海英雄金笔厂丽水有限公司（原浙江省丽水金笔厂，始建于1970年），是中国制笔协会副理事长单位、丽水市文明单位、丽水市文具制笔行业协会会长单位，荣获丽水市纳税百强工业企业、浙江省科技型中小企业、丽水市知识产权示范企业、浙江省专利示范企业、浙江省高成长科技型企业、国家高新技术企业等认定。公司现有注册资本1050万元，下设全资子公司浙江达克斯文具礼品有限公司。公司占地面积50亩，建筑面积20000多平方米。
1984年，上海英雄金笔厂與始建於1970年的浙江省丽水金笔厂展開合作。1985年，浙江省丽水金笔厂加掛“上海英雄金笔厂丽水分厂”牌子。1996年，上海英雄金笔厂与浙江省丽水金笔厂合资成立上海英雄金笔厂丽水有限公司。
2003年，英雄金笔厂被上海海文（集团）有限公司以3600万元接手，改制为上海英雄金笔厂有限公司。2006年，海文集团改名为上海英雄（集团）有限公司。同時上海英雄（集团）有限公司授權上海英雄金笔厂丽水有限公司生产和销售“英雄”、“HERO”商标笔类产品。不过，随着中性笔的出现与電腦的普及，钢笔市场逐渐萎缩，英雄也遭遇了经营的困境。工厂工人数量也从巅峰时期的3000人降到150人。为此，英雄钢笔现已转型向礼品、纪念品方向发展。2016年9月，英雄将厂房搬迁至绥德路2弄34号，新址面积缩小，不再从事零部件代加工业务，原址留给中以（上海）创新园（2019年開園）使用。
2024年，英雄牌钢笔被評為中華老字號。